# Herb powiatu sulęcińskiego
Herb powiatu sulęcińskiego – jeden z symboli powiatu sulęcińskiego, ustanowiony 17 grudnia 2003.

## Wygląd i symbolika
Herb przedstawia na tarczy czwórdzielnej w krzyż w polach heraldycznych pierwszym i czwartym czarnej barwy, srebrny krzyż maltański, a w polach drugim i trzecim barwy złotej dwa skrzyżowane czerwone bosaki ponad którymi widnieje czerwona, sześciopromienna gwiazda (herb dawnego biskupstwa lubuskiego).